# 横須賀市立大矢部小学校
横須賀市立大矢部小学校（よこすかしりつ おおやべしょうがっこう）とは、神奈川県横須賀市大矢部にある市立小学校。

## 沿革
- 1980年（昭和55年） - 横須賀市立衣笠小学校、横須賀市立岩戸小学校、横須賀市立森崎小学校、横須賀市立明浜小学校から分離、開校。

## 通学区域
2014年度は以下の通りである。
- 大矢部
- 内川1丁目
- 佐原1丁目～3丁目

また、佐原4丁目と山科台は他校の通学区域であるが、通うことができる。

## 進学先中学校
大矢部は横須賀市立大矢部中学校、山科台は横須賀市立武山中学校、それ以外は横須賀市立久里浜中学校の通学区域である。
山科台は横須賀市立大矢部中学校にも通うことができる。
また、公立学校選択制により、以下の学校を選択できる。
- 大矢部中学校が通学区域の地域
  - 横須賀市立公郷中学校
  - 横須賀市立池上中学校
  - 横須賀市立衣笠中学校
  - 横須賀市立岩戸中学校
  - 横須賀市立久里浜中学校
  - 横須賀市立武山中学校
  - 横須賀市立大楠中学校
- 久里浜中学校が通学区域の地域
  - 横須賀市立岩戸中学校
  - 横須賀市立神明中学校
  - 横須賀市立野比中学校
  - 横須賀市立北下浦中学校
  - 横須賀市立長沢中学校
  - 横須賀市立公郷中学校
  - 横須賀市立大矢部中学校
  - 横須賀市立大津中学校

## 交通
- 横浜横須賀道路佐原ICより車で3分
- 京浜急行電鉄久里浜線北久里浜駅より徒歩30分
- 京浜急行バス大矢部二丁目バス停より徒歩10分

## 著名な出身者
- 飯田浩司（ニッポン放送アナウンサー）
- 窪塚俊介（俳優）
- 窪塚洋介（俳優、レゲエシンガー）
- RUEED（レゲエミュージシャン）